# Ophelosia maculata
Ophelosia maculata is een vliesvleugelig insect uit de familie Pteromalidae. De wetenschappelijke naam is voor het eerst geldig gepubliceerd in 2005 door Sureshan & Narendran.